# Kavita Ramanan
Kavita Ramanan (Chenai, Tamil Nadu) é uma matemática indo-estadunidense especialista em teoria das probabilidades, professora de matemática aplicada na Universidade Brown.

## Formação e carreira
Filha de Anuradha Ramanan e do geômetra algébrico S. Ramanan. Ramanan obteve um diploma de bacharel em engenharia química no Indian Institute of Technology Bombay em 1992. Completou o Ph.D. em matemática aplicada na Universidade Brown em 1996,
 com a tese Construction and Large Deviation Analysis of Constrained Processes, with Applications to Communication Networks, orientada por Paul Gilbert Dupuis.

Após estudos de pós-doutorado no Technion, trabalhou no Bell Labs de 1997 a 2002, e como membro do corpo docente em ciências matemáticas na Universidade Carnegie Mellon de 2002 a 2009. Retornou para a Brown como membro do corpo docente em 2010.

## Prêmios e honrarias
Ramanan ganhou o Prêmio Erlang da Applied Probability Society do Institute for Operations Research and the Management Sciences (INFORMS) em 2006.
 Foi eleita fellow do Institute of Mathematical Statistics em 2013,
 e eleita para a classe de 2018 de fellows da American Mathematical Society
 e do INFORMS.
 Em 2019 foi eleita fellow da Associação Americana para o Avanço da Ciência. Em 2020 foi eleita fellow da Society for Industrial and Applied Mathematics (SIAM) com a citação "Kavita Ramanan, Universidade Brown, está sendo reconhecida por contribuições para processos restritos e refletidos e redes estocásticas".
Recebeu uma bolsa Guggenheim em 2020. Foi eleita para a Academia de Artes e Ciências dos Estados Unidos em 2021. Recebeu um Distinguished Research Achievement Award da Universidade Brown em 2021, e foi nomeada para a classe de 2021 Vannevar Bush Faculty Fellows do Departamento de Defesa.
Para o Congresso Internacional de Matemáticos de 2022 em São Petersburgo está listada como palestrante convidada.